# Philippe de Suze
Philippe de Suze (* vor 1482; † 20. Februar 1534) war ein französischer Adliger portugiesischer Herkunft; gegen Ende seines Lebens wurde er Lieutenant au Gouvernement d’Île-de-France.

## Herkunft
Spätestens in den 1460er Jahren ließ sich der Portugiese Vasco da Sousa in Frankreich nieder. Er gab an, ein Angehöriger der portugiesischen Königsfamilie zu sein, der Bastardline da Souza, die von Afonso III. abstammte. Er wurde Kammerherr des Königs und 1465 Kapitän von Creil. 1472 kaufte er als chevalier, conseiller, maître d’hôtel du roi et capitaine de Creil ein Landgut (hôtel et ferme) in Les Haies, 1480 dann die Herrschaft Laversine. Vasco de Sousa starb 1482.
Sein Sohn passte seinen Namen der französischen Sprache an und nannte sich Jean de Suze; er war conseiller, chambellan, maître d’hôtel du roi. Er heiratete um 1482 Anne Aubin, Tochter von Jean Aubin († vor 1470), Seigneur de Coye, de Malicorne-en-Puisaye, ebenfalls Kammerherr Ludwigs XI., und Louise de Clermont, Dame de Surgères.

## Leben
Jean de Suze war 1511 verstorben, da sich sein minderjähriger Sohn Philippe zu dieser Zeit unter der Vormundschaft seines (Jeans) Schwagers Pierre Aubin, Seigneur d’Appilly befand: die Familie seiner Mutter, die Aubin, wurde für Philippe de Suze nun der entscheidende Faktor in seinem Leben. Philippes Onkel Jean Aubin, Seigneur de Malicorne, Baron de Surgères (uxor nomine), hatte 1501 Jeanne, bâtarde d’Angoulême (1494–1538), Dame de Combronde (und ab 1522 Comtesse de Bar-sur-Seine), geheiratet, eine uneheliche Tochter von Charles de Valois, Comte d’Angoulême, und Antoinette de Polignac, also eine Halbschwester von Marguerite d’Angoulême (die spätere Königin von Navarra) und François d’Angoulême, der 1515 als Franz I. König von Frankreich wurde (Haus Valois-Angoulême). Jean Aubin starb ohne Nachkommen, seine Schwester Anne wurde seine Erbin.
Im Jahr nach der Thronbesteigung Franz’ I. ist Philippe de Suze als Seigneur de Laversine et de Coye, un des 100 gentilshommes de l’hôtel du roi bezeugt. Zudem war er Kapitän von Creil in nunmehr dritter Generation. Von seiner Mutter erbte er Malicorne und Surgères.
Nachdem Antoine de La Rochefoucauld am 20. Juli 1532 Gouverneur der Île-de-France geworden war, wurde Philippe de Suze dessen Stellvertreter. Er starb knapp zwei Jahre später, am 20. Februar 1534, drei Wochen, bevor der König die seit 1528 getrennten Gouvernements von Paris und Île-de-France wieder zusammenführte und sie La Rochefoucauld anvertraute.

## Ehe und Familie
Philippe de Suze heiratete Claude de Villiers de l’Isle-Adam, dit Comtesse de Suze († 1. Januar 1543), Tochter von Ambroise de Villiers de L’Isle-Adam, Seigneur de Vallangoujard, und Françoise d’Azincourt; ein Porträt Claude de Villiers von Jean Clouet befindet sich im Musée Condé im Schloss Chantilly. Das Paar bekam zwei Töchter:
- Marie, erbt Laversine; ⚭ wohl 1540 Claude Motier de La Fayette († 1578), Seigneur de Saint-Romain, Sohn von François Motier de La Fayette († 1524), Seigneur de Saint-Romain, und Marie Sanguin; das Paar bekam sechs Töchter
- Madeleine († nach 1586), erbt Coye; ⚭ (1) Joachim de La Bretonnière (später Joachim de Warty),[4] († vor 1556) Seigneur de Warty, Vicomte de Crenelles, Sohn von Pierre de La Bretonniére, Seigneur de Warty, Grand-maître des Eaux et Forêts de France, und Yolande Thoreau; ⚭ (2) 24. November 1563 Jean de Monchy, Seigneur de Senarpont, Kapitän von Corbie, Lieutenant général de Picardie, Gouverneur de Boulogne, Sohn von Jean de Monchy, Seigneur de Senarpont, und Marguerite d’Iregny d’Abbeville

Madeleines Tochter Françoise de Warty, Dame de Warty, heiratete in erster Ehe Galliot de Crussol, Seigneur de Beaudiner († 1572) (Haus Crussol), am 24. Juli 1578 in zweiter Ehe Jean François de Faudoas de Sérillac, † 1609, Gouverneur von Paris und der Île-de-France.
Jean de Suze und Claude de Villiers wurden in einer Kapelle in der Pfarrkirche von Saint-Maximin bestattet.